# Pellegrino Gaudenzi
Pour les articles homonymes, voir Gaudenzi.
Pellegrino Gaudenzi, né à Forli le 3 juin 1749 et mort le 27 juin 1784, est un écrivain italien.
Abbé, il apprend la poésie avec Melchiorre Cesarotti et est élu en 1779 à l'Académie de Padoue. Il est connu pour un poème en trois chants publié à Padoue en 1781, La Nascita di Cristo. Ses œuvres complètes ont été éditées en 1786 à Nice.

## Biographie
Né à Forlì en 1749, y fut élevé dans le séminaire, et fit sa rhétorique sous le célèbre Ramanzini, d’Este. La nature, qui avait formé Gaudenzi pour les lettres, semblait lui avoir fait un mystère de sa vocation ; mais la lecture des Chants d'Ossian, que Ramanzini lui fit connaître, le porta vers la poésie, pour laquelle il s’était montré jusque-là insensible. Après avoir terminé ses études, il s’était attaché comme précepteur à la famille du marquis Paolucci ; mais cédant à la fantaisie dont il était poursuivi, à l’agitation qu’il éprouvait depuis que l’esprit ossianique s’était emparé de lui, il abandonna sa patrie, ses parents ; et seul, sans appui, sans relations, presque sans aucune ressource, il se rendit en 1775 à Padoue, portant avec lui une sensibilité vive, un enthousiasme ardent et une âme brûlante cachée sous un extérieur de glace. Il fallait deviner un talent que sa taciturnité l’empêchait de manifester aux autres, et dont sa modestie dérobait à lui-même la connaissance. Cesarotti seul le découvrit : l’esprit de Gaudenzi n’avait besoin que d’une direction, et il la reçut de ce célèbre littérateur. Gaudenzi eut bientôt appris la langue grecque, il se livra entièrement aux lettres, il étudia aussi les mathématiques et il y aurait fait des progrès si la poésie ne l’avait distrait. Il passa plusieurs années dans une sage obscurité, et malgré l’extrême modicité de sa fortune, il refusa constamment tous les avantages qu’on lui offrait, parce qu’ils auraient pu le distraire du système d’étude auquel il s’était obstinément consacré. Ses premiers essais excitèrent l’étonnement de l’Italie, qui, fatiguée de produire tant de versificateurs, admira un jeune poète qui s’élevait au sublime. Gaudenzi, inspiré aussi par le génie de KIopstock, autant que par celui d’Ossian, consacra sa lyre à chanter un des mystères de la religion, et il sut cueillir encore, après Milton, un noble laurier. Il fit paraître à Padoue en 1781 son poème intitulé : La Nascita di Cristo, en trois chants; la conception en est singulière : il n’y décrit pas seulement, comme on pourrait le croire, l’histoire de la naissance du Sauveur, mais ses effets pour la rédemption du monde. On admire avec raison sa description du palais du péché, le discours que Satan lui adresse, la peinture de la crèche, et surtout le chant prophétique de David sur l’histoire du Christ, et celle du christianisme jusqu’à Constantin. Bientôt après il fit paraître un petit poème dithyrambique, La Campagna. L’Académie de Padoue, qui se forma en 1779, se hâta de l’admettre dans son sein : il dut cette faveur à son mérite et à l’honorable suffrage de Cesarotti, secrétaire de cette compagnie. Gaudenzi y montra une excellente critique et une force de raisonnement qui égalait la vivacité de son imagination. On attendait d’heureux fruits de son génie fécond et de ses doctes veilles ; mais une maladie nerveuse, produite par l’organisation particulière à laquelle il devait la singularité de ses talents et de son caractère, maladie que la tension continuelle de son esprit aggravait encore, détruisit les espérances qu’on avait conçues et l’emporta le 27 juin 1784 à 35 ans. Le second volume des Saggj dell’Accademia di Padova contient un Mémoire posthume de Gaudenzi : c’est un Examen critique de la vie de Cicéron par Plutarque. Cesarotti a fait précéder ce morceau d’une courte notice sur celui qui fut son digne élève et son ami. On trouve une vie plus étendue de Gaudenzi en tête de ses œuvres, imprimées à Nice en 1786.